# کیندی (کالیفرنیا)
کیندی (به انگلیسی: Kayandee) یک منطقهٔ مسکونی در ایالات متحده آمریکا است که در شهرستان کرن، کالیفرنیا واقع شده‌است. کیندی ۱۲۱ متر بالاتر از سطح دریا واقع شده‌است.